# Machida
|  | Per a altres significats, vegeu «Machida (Bengala)». |

Machida (町田市, Machida-shi) és una ciutat de la Tòquio, al Japó. Fou fundada l'1 de febrer de 1958. El 2015 tenia una població estimada de 426.648 habitants.

## Administració

### Batlles
| Nom | Nom                    | Inici | Fi   |
| --- | ---------------------- | ----- | ---- |
|     | Fujiyoshirô Aoyama     | 1958  | 1970 |
|     | Katsumasa Ôshita (PSJ) | 1970  | 1990 |
|     | Kazuo Terada           | 1990  | 2006 |
|     | Jôichi Ishizaka        | 2006  | Ara  |

### Assemblea municipal
| Partit | Partit                    | Partit | Membres |
| ------ | ------------------------- | ------ | ------- |
|        | Partit Liberal Democràtic | PLD    | 12 / 36 |
|        | Kōmeitō                   | KMT    | 6 / 36  |
|        | Club Ciutadà de Machida   | Ind    | 6 / 36  |
|        | Grup Conservador          | Ind    | 5 / 36  |
|        | Partit Comunista Japonés  | PCJ    | 4 / 36  |
|        | Independents              | Ind    | 3 / 36  |
|        | Escons vacants            |        | 0 / 36  |

## Persones il·lustres
- Satoshi Tajiri, creador de Pokémon